# Escola de Arte de Glasgow

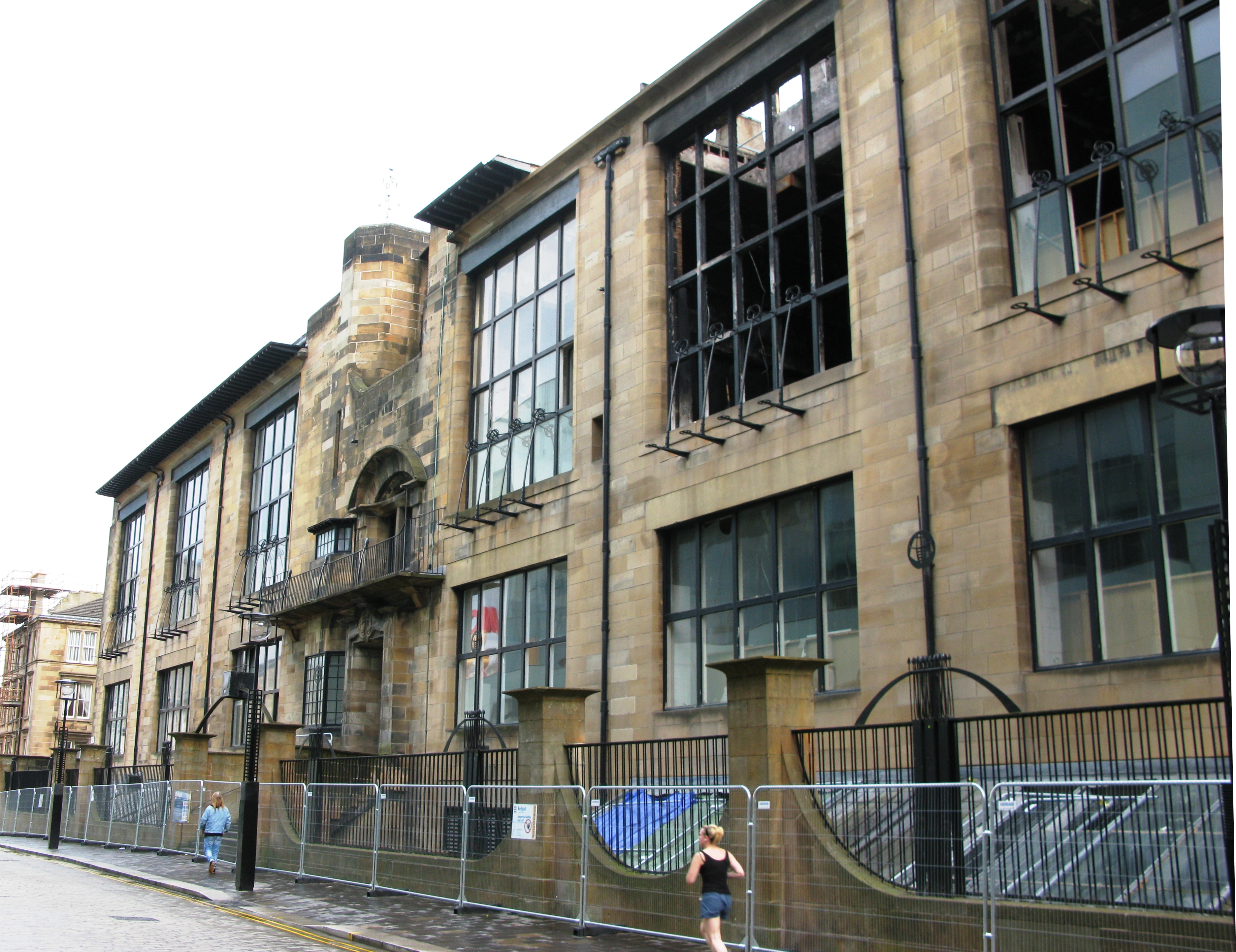
Escola de artes de Glasgow.

A Escola de Glasgow, ou, na sua forma portuguesa, de Glásgua, foi um importante centro de divulgação da arquitectura moderna no final do século XIX e início do século XX.
A rejeição das artes do passado também afectou a arquitectura. Em Glasgow desenvolveu-se um novo tipo de planeamento dos edifícios, que ao contrário da Arte Nova, rejeitava a ornamentação as volumetrias não racionais. A estrutura ortogonal de ferro dava uma maior resistência, mas também permitia uma maior organização das plantas. A paredes são lisas, em pedra, e existem grandes superfícies de vidro.
Desta escola destaca-se Mackintosh devido ao seu racionalismo geométrico e grande percepção das volumetrias.
Mackintosh como grande representante do Art Nouveau inglês e seu grupo, conhecidos como  "Os quatro de Glasgow". Por volta de 1905, acabaram ficando conhecidos e expuseram seus primeiros trabalhos na mostra da London Arts and Crafts Exhibition Society. O impacto provocado por sua obra nessa ocasião foi tão grande que, apesar da desaprovação oficial de Walter Craine, eles foram entusiasticamente aclamados como "A Escola do Assombro" por Gleeson Whine, redator- chefe do jornal The Studio.